# Lago Parinacochas
Parinacochas o Parihuanacochas es una lago andino peruano, situado en el departamento de Ayacucho, presenta unas dimensiones de 12,8 kilómetros de largo por 10,1 kilómetros de ancho y una superficie de 75,5 kilómetros cuadrados (km²), siendo unos de los mayores del país.
Se encuentra al pie del volcán Sara Sara. Se estima que el lago Parinacochas alberga regularmente a más de 20.000 aves acuáticas.
Inkawasi, pueblo en ruinas de origen inca, se encuentra en la orilla noroeste del lago Parinacochas.